# Anna Burden
Anna Burden (* in Chicago) ist eine US-amerikanische Cellistin und Musikpädagogin.
Burden hatte ab dem sechsten Lebensjahr Klavierunterricht und wechselte achtjährig zum Cello. Ihre erste Lehrerin war Nell Novak, die sie nach der Suzuki-Methode unterrichtete. Später studierte sie Cello bei Hans Jørgen Jensen an der Northwestern University, bei Joel Krosnick und Darrett Adkins an der Juilliard School und bei Alan Stepansky an der Manhattan School of Music. Ihre Zertifikation als Lehrerin nach der Suzuki-Methode erwarb sie an der School for Strings in New York City und am Chicago Suzuki Institute bei Pamela Davenport. In New York unterrichtete sie dann an der Lucy Moses School, am Brooklyn Conservatory, am Brooklyn College Preparatory Center und der School for Strings.
Als Solistin trat sie u. a. mit dem Peninsula Music Festival Orchestra, der Washington Chamber Symphony, dem Juilliard Orchestra, dem Northwestern University Symphony Orchestra und dem Oak Park Symphony Orchestra auf und gewann u. a. den Großen Preis bei der Music Teachers National Association Competition und den Ersten Preis bei der Society of American Musicians Competition und belegte vordere Plätze bei der Washington International Competition, der Stulberg International Strings Competition und der WAMSO Young Artists Competition.
2009–10 war sie Mitglied der Saint Louis Symphony und Erste Cellistin des Verbier Festival Orchestra. Seit 2011 ist sie stellvertretende Erste Cellistin des Orchestre symphonique de Montréal und gibt Meisterklassen in Montreal sowie Kurse an der Meadowmount School of Music, einer von Ivan Galamian gegründeten Sommer-Musikschule in Upstate New York. 